# اودون (رود)
رودخانه اودون (به انگلیسی: Odon (river)) رودخانهای است که در فرانسه جریان دارد.